# Tatra T805

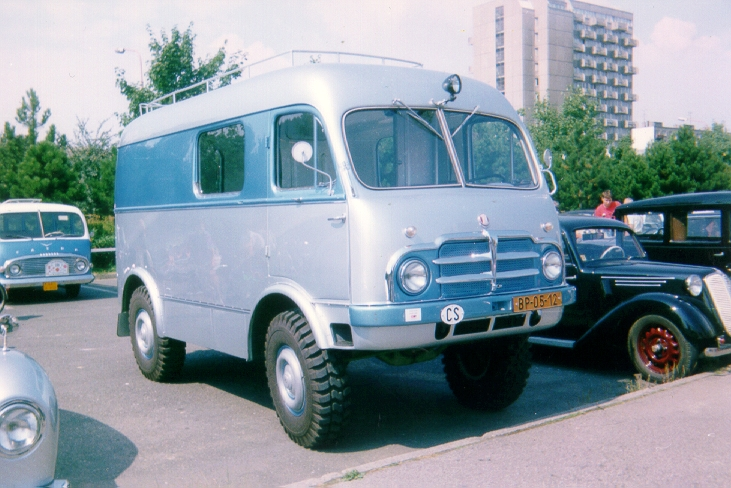
Tatra 805 i skåpbilsutförande.

Tatra T805 var en lastbilsmodell från Tatra som tillverkades mellan 1953 och 1960 i flera olika utföranden. Den hade en luftkyld V-8 motor med 2545 cm² volym som gav en effekt av 75 hästkrafter.